# Víska (vojenský újezd Hradiště)
Víska (německy Dörfles) je zaniklá vesnice ve vojenském újezdu Hradiště v okrese Karlovy Vary. Stála v Doupovských horách sedm kilometrů jihovýchodně od Vojkovic v nadmořské výšce okolo 630 metrů.

## Název
Název vesnice se v historických pramenech objevuje ve tvarech: Dörfflas (1563), Dörffleß (1631), Dörfles (1785 a 1847).

## Historie
První písemná zmínka o Vísce je z roku 1563. Vesnici údajně okolo roku 1450 založili poddaní ze zaniklé vsi Pissikau, která měla stát přibližně jeden kilometr jižně od Vísky.
Víska patřila k doupovskému panství. Roku 1613 ve vsi vypukl mor, na který zemřelo 59 lidí. Další morová epidemie vesnici postihla v roce 1625, kdy jí podlehlo 25 obyvatel. Po třicetileté válce ve vsi podle berní ruly z roku 1654 žilo pět sedláků, dvanáct chalupníků a dva poddaní bez pozemků. Hlavním zdrojem obživy býval chov dobytka, ale důležitou roli hrála také výroba příze a zpracování dřeva.
Po zrušení patrimoniální správy se Víska roku 1850 stala obcí. V roce 1861 ve vsi fungovala cihelna, ale nejpozději na začátku dvacátého století už byla mimo provoz. Ke vsi patřil Jalový dvůr (Galdhof) s ovčínem asi 1,5 kilometru jihozápadně od vesnice, myslivna a puškařská dílna. Podle adresáře z roku 1914 zde fungovaly kafilérie, dva hostince, dva obchody, řeznictví, trafika, dva obchody s dobytkem a řemeslo provozovali tři tesaři, dva zedníci, kovář a kolář. Zdejší výroba plátna po zavedení strojní výroby během devatenáctého století zanikla.
Severozápadně od Vísky vyvěral minerální pramen Marga. Voda z něj měla charakter alkalické kyselky s obsahem vápníku, železa a hořčíku. V roce 1894 pramen koupila firma Beneka, postavila u něj malý pavilon a začala vodu stáčet a prodávat v blízkém okolí. Ve větší míře začala vodu prodávat až firma Mattoni, která pramen v roce 1911 koupila a zřídila u něj malé lázně.
Víska zanikla vysídlením v důsledku zřízení vojenského újezdu během první etapy rušení sídel. Úředně byla zrušena 15. června 1953.

## Přírodní poměry
Víska stávala v katastrálním území Doupov u Hradiště a v okrese Karlovy Vary, asi sedm kilometrů jihovýchodně od Vojkovic. Nacházela se v nadmořské výšce okolo 630 metrů na jihozápadním úbočí vrchu Huseň (762 metrů). Oblast leží v centrální části Doupovských hor, konkrétně v jejich okrsku Jehličenská hornatina. Půdní pokryv tvoří kambizem eutrofní. U zaniklé vsi pramení drobný potok, který je přítokem Lomnice. Původní katastrální území vesnice měřilo 715 hektarů, z čehož bylo 439 hektarů polí, 140 hektarů luk, 108 hektarů pastvin a 4,5 hektaru lesa.
V rámci Quittovy klasifikace podnebí stála Víska v chladné oblasti CH7, pro kterou jsou typické průměrné teploty −3 až −4 °C v lednu a 15–16 °C v červenci. Roční úhrn srážek dosahuje 850–1000 milimetrů, sníh zde leží 100–120 dní v roce. Mrazových dnů bývá 140–160, zatímco letních dnů jen 10–30.

## Obyvatelstvo
Při sčítání lidu v roce 1921 zde žilo 309 obyvatel (z toho 157 mužů), z nichž bylo 308 Němců a jeden cizinec. Všichni se hlásili k římskokatolické církvi. Podle sčítání lidu z roku 1930 měla vesnice 299 obyvatel: jednoho Čechoslováka a 298 Němců. I tentokrát všichni byli římskými katolíky.
|           | 1869 | 1880 | 1890 | 1900 | 1910 | 1921 | 1930 | 1950 |
| --------- | ---- | ---- | ---- | ---- | ---- | ---- | ---- | ---- |
| Obyvatelé | 367  | 392  | 363  | 354  | 338  | 309  | 299  | 40   |
| Domy      | 51   | 54   | 57   | 58   | 58   | 57   | 58   | 43   |